# 31113 Stull
31113 Stull este un asteroid din centura principală de asteroizi.

## Descriere
31113 Stull este un asteroid din centura principală de asteroizi. A fost descoperit pe 19 august 1997 la Alfred University de D. R. DeGraff și J. S. Weaver. Asteroidul prezintă o orbită caracterizată de o semiaxă mare de 2,36 ua, o excentricitate de 0,08 și o înclinație de 5,9° în raport cu ecliptica.